# Ogierek
Ogierek – samiec konia w wieku od 12 do 36 miesięcy, młodszy od ogiera. Żeńskim odpowiednikiem ogierka jest klaczka.
Ten okres dojrzewania konia charakteryzuje się m.in. zamianą cęgów mlecznych na stałe.
W dzikich stadach ogierki odrzucane są przez przywódcę stada gdy dorastają i stają się ogierami.